# Танагра сріблиста
Тана́гра сріблиста (Stilpnia viridicollis) — вид горобцеподібних птахів родини саякових (Thraupidae). Мешкає в Андах.

## Підвиди
Виділяють два підвиди:
- S. v. fulvigula (Salvin & Godman, 1884) — Анди на півдні Еквадору (на південь від Асуая) і на півночі Перу;
- S. v. viridicollis (Swainson, 1834) — Анди в Перу і на крайньому північному заході Болівії (Ла-Пас).

## Поширення і екологія
Сріблисті танагри мешкають в Еквадорі, Перу і Болівії. Вони живуть у вологих гірських тропічних лісах і високогірних чагарникових заростях. Зустрічаються на висоті від 1450 до 3050 м над рівнем моря, переважно на висоті до 2300 м над рівнем моря. Живляться плодами і комахами.